# 蘇爾湖
54°09′00″N 10°28′30″E / 54.15°N 10.475°E

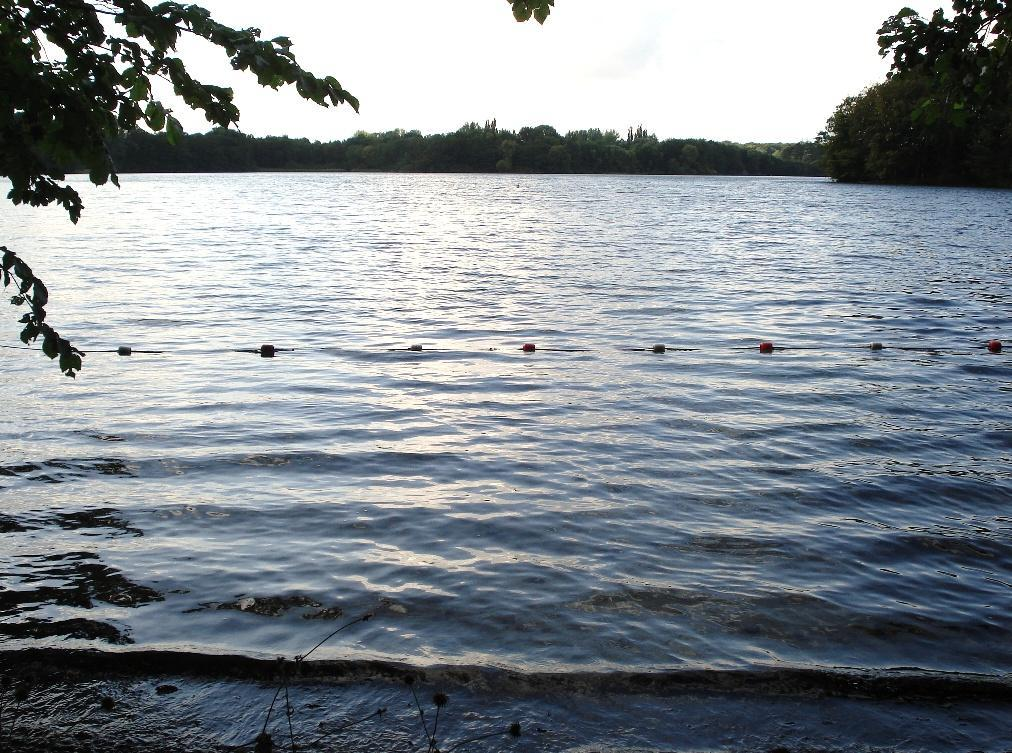

蘇爾湖（德語：Suhrer See），是德國的湖泊，位於該國北部石勒蘇益格-荷爾斯泰因州，由普倫縣負責管轄，該湖泊長2.2公里，面積1.4平方公里，最大水深25米。